# Gnamptonyx obsoleta
Gnamptonyx obsoleta là một loài bướm đêm trong họ Erebidae.